# 陳偉殷
陳 偉殷（チェン・ウェイン、1985年7月21日 - ）は、台湾高雄県（現：高雄市）出身の元プロ野球選手（投手）。左投右打。

## 経歴

### プロ入り前
高校時代に公式戦で22奪三振を記録する。プロ入りに際してはMLB球団を含む複数球団からオファーを受けていたが、当時中日ドラゴンズのアジア地区担当スカウトであった大豊泰昭が交渉にあたり、2003年末に国立体育大学学生の身分のまま中日に入団した。登録名は「チェン」。

### 中日時代
2004年は、6月に一軍昇格するが登板はなかった。アテネオリンピックで台湾（チャイニーズタイペイ）代表に選出された。
2005年は、4月3日の横浜ベイスターズ戦（ナゴヤドーム）で一軍初登板したが、2回5失点という内容だった。同年はプロ初セーブを記録。また、同年に一軍登板を果たしたため母国での兵役期間が短縮され、オフに2週間の兵役を完了した。

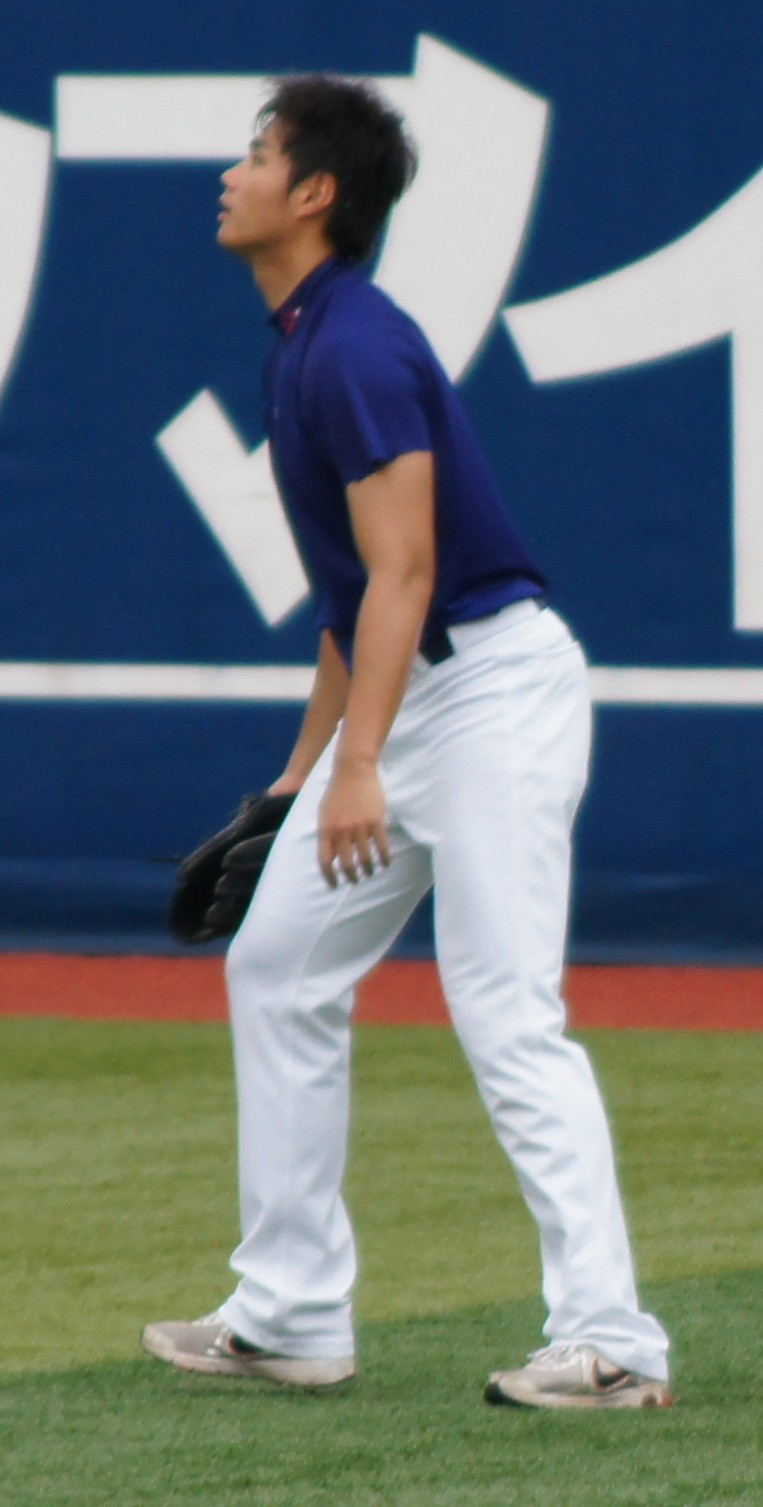
中日ドラゴンズ時代
（2011年8月27日）

しかし2006年秋に左肘の靱帯断裂と疲労骨折が判明し、手術を受けた。翌2007年はそのリハビリも兼ねて育成選手として契約。
2008年には肘が完治し、再び支配下選手として契約。4月2日に東京ドームで開催された対読売ジャイアンツ（巨人）戦で、山本昌が負傷降板した後に登板し来日初勝利、7月16日の対巨人戦で先発での初勝利。北京オリンピックの台湾（チャイニーズタイペイ）代表として日本国内球団所属選手から唯一代表に選出された。9月22日の東京ヤクルトスワローズ戦（ナゴヤドーム）ではプロ初完投・初完封勝利を挙げた。
2009年はストレート（フォーシーム）の被打率は球界トップの.183。開幕3戦目の4月5日の対横浜ベイスターズ戦でシーズン初先発し、6回3安打無失点で初勝利を挙げた。8月の月間成績は4試合33イニングで1完封を含む3勝0敗、防御率0.82、WHIP0.79の活躍で自身初の月間MVPを受賞。クオリティ・スタート (QS) を19回記録したが、そのうち11回で勝ち星がつかないなど打線の援護に恵まれず、6月の故障離脱もあり8勝に終わった。2桁勝利には届かなかったものの、シーズンを通して安定感を誇り、防御率1.54と2位以下に大差をつけ最優秀防御率のタイトルを獲得した。また、シーズン通算4完封は吉見一起、涌井秀章と並び両リーグ最多であった。この年、球速は自己最高の154km/hに達していた。
クライマックスシリーズ (CS)では、第1ステージ（対ヤクルト）第1戦、第2ステージ（対巨人）第2戦に先発するも敗戦投手となり、中日のクライマックスシリーズ先発投手の中では唯一勝ち星が付かなかった。オフには6年間交際をしていた台湾人女性と結婚し、また、自身がメジャーリーグを志望していることを公言し、オクタゴン・ワールドワイドと代理人契約を結んだ。
2010年は開幕2戦目に先発して完封勝利を挙げる。その後も安定した投球を続け、7月には4勝0敗、防御率2.25、WHIP1.11の活躍。8月17日の対巨人戦（ナゴヤドーム）では8回3安打1失点で勝利投手となり、自身初の2桁勝利となる10勝目を記録したが、2021年終了時点でも、NPBでの2桁勝利は同年が唯一である。9月には2勝1敗、防御率0.69、WHIP1.04の好投でチームのリーグ優勝に貢献。最終的にはチームトップの13勝10敗、防御率2.87、WHIP1.14を記録した。日本シリーズでは2試合に登板。第2戦に勝利し、第6戦も好投したもののこの年ホールドポイントの日本記録を樹立、中継ぎとして大車輪の活躍だった浅尾拓也が8回に同点適時打を打たれ勝利投手の権利が消滅。1勝に終わった。
2011年のキャンプでは臨時コーチとして訪問した杉下茂からフォークボールを学んだが、左足の故障で開幕を出遅れる。5月に復帰し、防御率、WHIP共に前年より良化させたが、6月には月間防御率3.29、WHIP1.10ながら4試合の登板で1点しか援護が得られず、4連敗を喫するなど打線の援護に恵まれないことも多く、防御率とWHIPは前年より良化したものの、8勝10敗と負け越した。オフに自身のメジャー挑戦の意思が尊重され、自由契約公示された。

### オリオールズ時代
2012年1月10日、ボルチモア・オリオールズと3年総額1200万ドル（4年目は年俸475万ドルの球団オプション）で契約する。4月10日のニューヨーク・ヤンキース戦でメジャー初先発し、5回2/3を7安打、4失点で降板。17日のシカゴ・ホワイトソックス戦で、5回1/3を6安打、2失点でメジャー初勝利。6月1日のレイズ戦で「憧れの選手。全力で勝負したい」という松井秀喜と対戦し、初回に2点本塁打を打たれる。前半戦は17試合の先発で7勝5敗、防御率3.93、WHIP1.27の成績で折り返し、29日のオークランド・アスレチックス戦では5回1/3を3安打、1失点、台湾人メジャーリーガー史上最多となる12奪三振を記録する。8月からは11試合の先発で防御率4.75、WHIP1.35、チーム最多の12勝を挙げ、この年のアリーグ最優秀新人賞投票では4位の票を得る。ポストシーズンではニューヨーク・ヤンキースとのディビジョンシリーズ第2戦に先発し、6回1/3を8安打2失点で勝利投手となるがチームは第5戦で敗退する。
2013年、代理人をスコット・ボラスに変更。シーズンに入ると先発ローテーションの2番手を担ったが、5月12日のミネソタ・ツインズ戦で右脇腹を痛め、14日には故障者リスト入りとなった。7月10日にテキサス・レンジャース戦で復帰し、規定投球回には到達しなかったが、7勝を記録した。
2014年、31試合に先発登板してリーグ4位タイとなる16勝とリーグ単独4位となる勝率.727を記録した。
2015年もオリオールズの先発ローテーションに入って投げ、チーム1位の191.1イニングを記録。リーグ7位の防御率3.34、11勝8敗、11月2日にFAとなる。

### マーリンズ時代
2016年1月19日にマイアミ・マーリンズと5年総額8000万ドルで契約した。オプションとして2017年シーズン終了後に契約を破棄できるオプトアウト権と、出来高が最大100万ドル含まれている。台湾人選手として王建民に次ぐ2人目となるメジャー開幕投手を務めた。7月24日に左肘の捻挫で15日間、故障者リスト入りした。左肘靭帯の部分断裂でも故障者リスト入りしたが、PRP療法を選択して手術はしなかった。22試合に先発登板し、防御率4.96、5勝5敗、WHIP1.28。
2017年5月5日に左肘の疲労のため故障者リスト入り。およそ4か月戦列を離れ、9月にリリーフとして復帰。しかし、4試合を投げた後、再び左肘に強い違和感を感じてシーズンを終えた。オフの11月5日にオプトアウト権を行使せず、3年総額6000万ドルで残留することが発表された。
2018年4月28日のコロラド・ロッキーズ戦で復帰し、勝利した。しかし、最終成績は26先発で防御率4.79、6勝12敗、WHIP1.34だった。
2019年はスプリングトレーニングで5登板（4先発）して防御率9.37と結果を残せず、リリーフに配置転換された。シーズンでは45試合に登板して0勝1敗、防御率6.59、WHIP1.54に終わった。オフの11月20日にDFAとなった。同月25日、契約を1年残したまま解雇された。

### マリナーズ傘下時代
2020年2月11日にシアトル・マリナーズとマイナー契約を結び、スプリングトレーニングに招待選手として参加することが発表された。メジャー昇格の際には給与として球団から56万3,500ドルが支払われる。また、マーリンズとの契約が残り1年残っており、2200万ドルがシーズン終了後に支払われる。

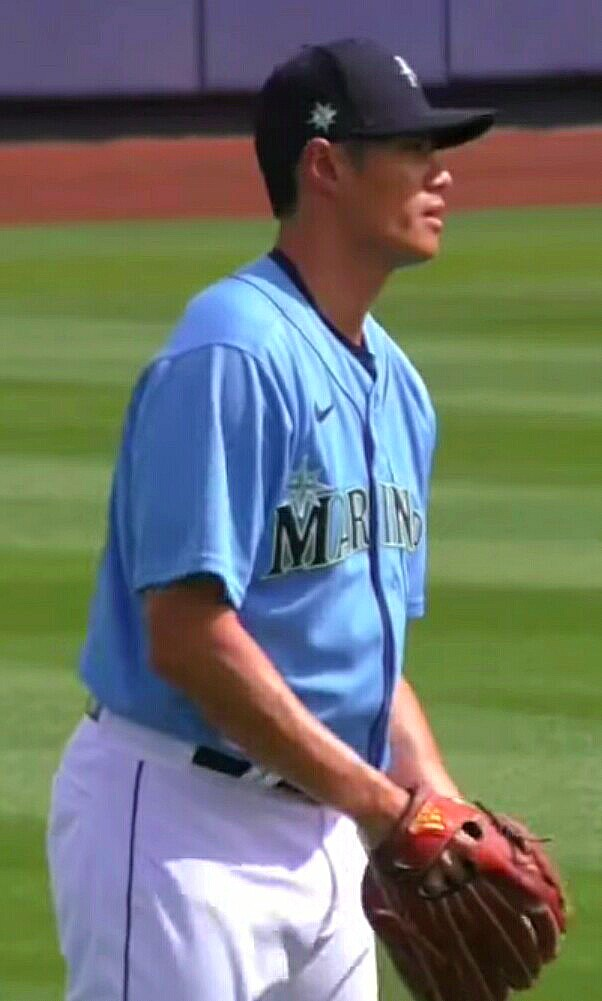
マリナーズ傘下時代
（2020年）

オープン戦2試合登板で0勝1敗、防御率10.80と結果を残すことができず、新型コロナウイルス感染拡大の影響によりシーズン開幕が不透明になる中で6月27日に自由契約となった。

### ロッテ時代
2020年9月21日に千葉ロッテマリーンズと契約。背番号は58。推定年俸は3000万円。登録名は、国立体育大学の後輩で同姓のチェン・グァンユウが所属していたため、カタカナのフルネーム表記で「チェン・ウェイン」。9年ぶりの日本球界復帰となった。新型コロナウイルス感染防止のための自主隔離期間を経てから、10月4日に入団会見を行った。当初、二軍公式戦での調整登板を経た上で一軍昇格を果たす予定だったが、同時期に球団内で新型コロナウイルスの集団感染が発生、一軍・二軍選手の大量入れ替えを余儀なくされた結果、二軍公式戦が行えないという状況に陥っていた。そのため、実戦形式のシート打撃に一度登板したのみの状態で、10月14日の対東北楽天ゴールデンイーグルス戦に先発登板することとなった。試合では6回を88球、被安打7・自責点2にまとめたものの、味方の援護が1点にとどまり敗戦投手となった。以降、先発登板した3試合全てでQSを達成するも、味方打線の援護に全く恵まれず、結局未勝利のままシーズンを終えた。レギュラーシーズンで26回を投げ、援護は初登板時の1点のみだった。台湾ファンからは、この沈黙するロッテ打線を「死体打線」などと揶揄するコメントが相次いだ。CSでは第2戦に先発。初回に味方打線から3点の援護を得るも、中村晃の2本に加えて松田宣浩の計3本の本塁打を打たれて敗戦投手となった。

### 阪神時代
2020年12月2日、ロッテの保留者名簿を外れ、自由契約選手として公示された。チェン自身は日本でのプレー継続を望み、ロッテは複数年契約での残留交渉を継続していたが、12月6日に阪神タイガースとの契約に大筋で合意したことが明らかになり、同月22日には球団より正式に契約締結が発表された。背番号は14。推定年俸200万ドル（約2億1000万円）での2年契約。登録名は中日時代と同様「チェン」。
2021年は開幕ローテーション入りが目されていたものの、シーズン開幕前の二軍教育リーグで炎上するなど大乱調。結局、開幕当初は二軍で調整することとなった。ウエスタン・リーグ4試合に登板すると、防御率1.80を好調な様子を見せ、4月29日、一軍に昇格した。同日の対中日戦（バンテリンドーム ナゴヤ）に移籍後初登板・初先発し、6回5安打1失点の好投でNPBでは3497日ぶりの勝利を挙げた。しかし、移籍後2試合目の先発となった5月7日の対DeNA戦（横浜スタジアム）では3回1/3を5安打4失点で降板。外国人枠の制限の都合もあり、翌日、ロハス・ジュニアとの入れ替えで登録を抹消された。疲労により約1か月間は実戦での登板を控え、6月11日、ソフトバンクとのウエスタン・リーグ公式戦（阪神甲子園球場）で実戦に復帰した。20日、巨人とのファーム交流戦に先発登板していたが、初回の二死三塁の場面で左肩に異変を訴え、緊急降板した。以降は肩のリハビリにより実戦登板のない状況が続き、のちに同年中の復帰が絶望的な状態であることが明かされた。事実、成績は1勝0敗、防御率3.86の成績の成績に終わった。
2022年は二軍で7試合に登板し2勝1敗、防御率3.03の成績を残していたものの、一軍登板が無かった。チームの戦力の構想外となった為、シーズン途中の6月21日に退団することが判明。29日に双方合意の下で契約を解消したことが発表された。

### 阪神退団後
阪神退団直後の7月に左肩の手術を受ける。台湾でリハビリを続け、球団未所属の状態が続くも現役を続行する意向であることを表明していた。
2024年4月2日、北米独立リーグのアトランティック・リーグのロングアイランド・ダックスが契約を発表した。17試合の登板（すべて先発）で、5勝5敗、防御率6.37の成績だった。
2025年2月26日に現役を引退することを発表した。

## 選手としての特徴
| 球種           | 配分 | 平均球速 | 平均球速 |
| 球種           | %    | mph      | km/h     |
| -------------- | ---- | -------- | -------- |
| ストレート     | 62.7 | 91.3     | 146.9    |
| スライダー     | 16.5 | 83.2     | 133.4    |
| カーブ         | 9.3  | 73.5     | 118.3    |
| チェンジアップ | 11.4 | 83.5     | 134.4    |

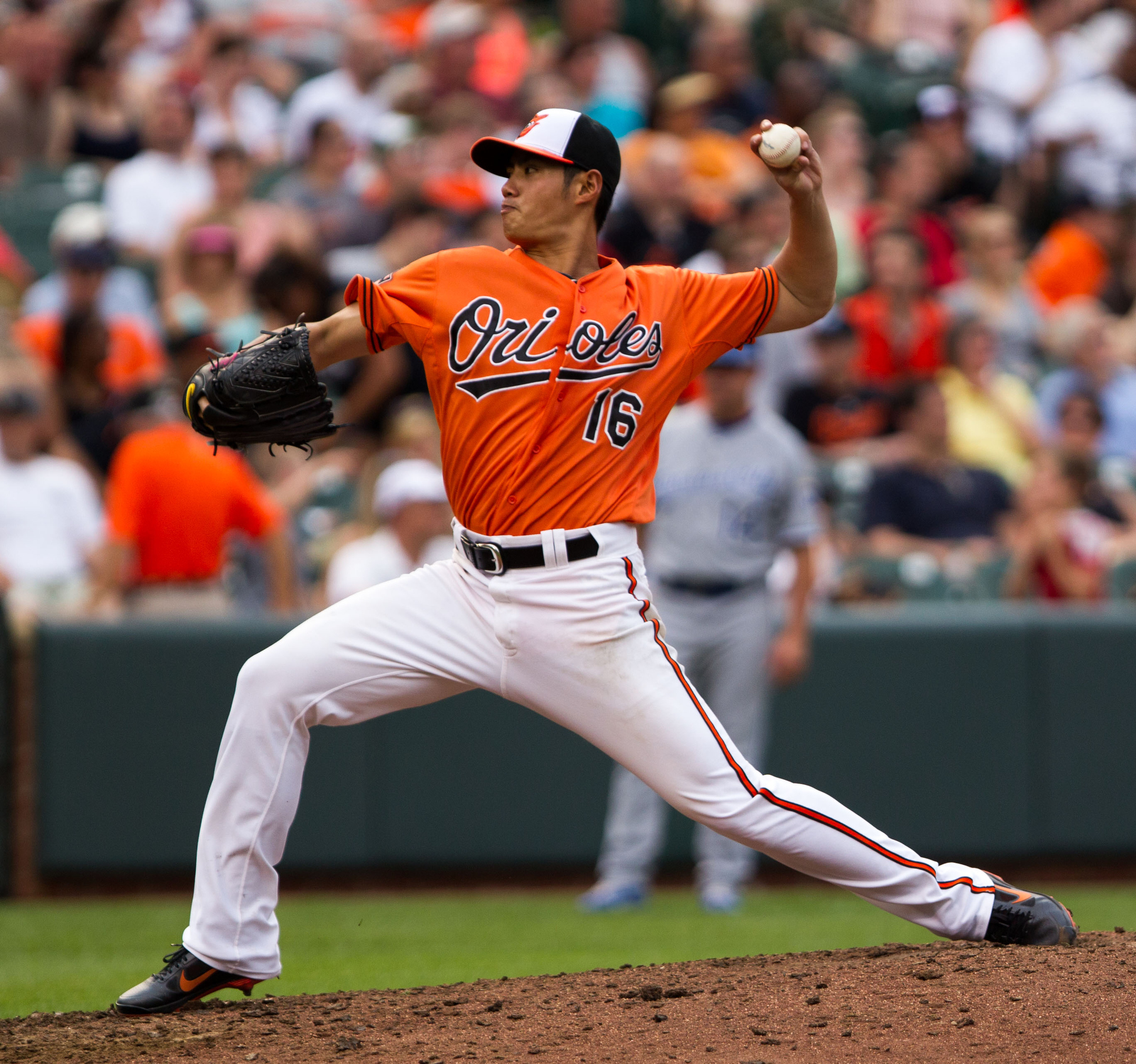
投球フォーム

中日入団1年目の2004年の春季キャンプでは、長嶋茂雄から中日往年の左腕エースの今中慎二を比較対象として挙げられた。
右肩が最後まで開かず球の出所が見えにくい腕の振り（スリークォーター）から平均91.3mph（約146.9km/h）、最速96mph（約154km/h）の速球（フォーシーム、ツーシーム）、80mph台前半のスライダー、70mph台前半のカーブ、80mph台前半のチェンジアップを投げ分ける。伸びのあるストレート（フォーシーム）を武器とし、2009年には被打率でもセ・パ両リーグトップの.183を記録し、コース別でも被打率3割以上を記録することがなく、真ん中でも被打率.275を誇った。カーブは中日時代には投手コーチの森繁和から球速を抑えるように言われていたものの、物にすることができずにいたが、オリオールズ移籍後に「あの時はできなかったのに、できた」と、時折球速70mph（約113km/h）以下のスローカーブも投げるとされている。
NPB時代の登録は左打ちだったが、実際にはスイッチヒッターであり、2005年は登録上も両打ちだった。一時期は右打ちだったが、投げる方の左肩を守るという理由でスイッチヒッターを経て左打ちに転向した。しかしMLB移籍後は右打ち登録に戻しており、実際の試合では左右両方の打席に立っている。

## 人物
中日在籍当時は同い年で同期入団でもある堂上剛裕、中川裕貴と仲が良かった。中日の寮長を務めていた堂上照曰く「あんなにすごいピッチングするけど、中川たちとゲームやっているときは普通の高卒の選手と一緒の顔するよな」とのこと。また、吉見一起とは兄弟のように仲が良い（吉見が兄でチェンが弟）。
中日時代には外国人選手としては珍しく日本プロ野球選手会に所属し、現在ではインタビューも日本語で受け答えできるほど日本語が上達している。同じく台湾出身で中日でプレーした郭源治のすすめもあり、来日当初から専属通訳が付かなかったので必死で日本語を覚えたとのこと。「8年間日本に住んで日本人みたいなもの。後輩としてほかの方たちにもあいさつしたい」と、オリオールズ移籍後も日本人選手のいるチームとの対戦の際にはあいさつに向かっている。登板後には台湾、アメリカ（通訳付き）、日本の3か国から取材を受けている。
2011年秋にJRAの馬主資格を取得していたことが分かった。

## 詳細情報

### 年度別投手成績
| 年 度    | 球 団    | 登 板 | 先 発 | 完 投 | 完 封 | 無 四 球 | 勝 利 | 敗 戦 | セ 丨 ブ | ホ 丨 ル ド | 勝 率 | 打 者 | 投 球 回 | 被 安 打 | 被 本 塁 打 | 与 四 球 | 敬 遠 | 与 死 球 | 奪 三 振 | 暴 投 | ボ 丨 ク | 失 点 | 自 責 点 | 防 御 率 | W H I P |
| -------- | -------- | ----- | ----- | ----- | ----- | -------- | ----- | ----- | -------- | ----------- | ----- | ----- | -------- | -------- | ----------- | -------- | ----- | -------- | -------- | ----- | -------- | ----- | -------- | -------- | ------- |
| 2005     | 中日     | 10    | 1     | 0     | 0     | 0        | 0     | 0     | 1        | 1           | ----  | 92    | 19.1     | 29       | 3           | 6        | 0     | 0        | 20       | 2     | 0        | 17    | 13       | 6.05     | 1.81    |
| 2008     | 中日     | 39    | 14    | 1     | 1     | 0        | 7     | 6     | 0        | 12          | .538  | 474   | 114.2    | 101      | 7           | 33       | 0     | 5        | 107      | 5     | 0        | 40    | 37       | 2.90     | 1.17    |
| 2009     | 中日     | 24    | 23    | 5     | 4     | 2        | 8     | 4     | 0        | 0           | .667  | 644   | 164.0    | 113      | 10          | 40       | 0     | 3        | 146      | 2     | 0        | 32    | 28       | 1.54     | 0.93    |
| 2010     | 中日     | 29    | 27    | 3     | 2     | 0        | 13    | 10    | 0        | 1           | .565  | 773   | 188.0    | 166      | 21          | 49       | 2     | 8        | 153      | 5     | 0        | 63    | 60       | 2.87     | 1.14    |
| 2011     | 中日     | 25    | 24    | 4     | 1     | 2        | 8     | 10    | 0        | 0           | .444  | 659   | 164.2    | 138      | 9           | 31       | 2     | 5        | 94       | 2     | 0        | 57    | 49       | 2.68     | 1.03    |
| 2012     | BAL      | 32    | 32    | 0     | 0     | 0        | 12    | 11    | 0        | 0           | .522  | 818   | 192.2    | 186      | 29          | 57       | 0     | 5        | 154      | 2     | 1        | 97    | 86       | 4.02     | 1.26    |
| 2013     | BAL      | 23    | 23    | 0     | 0     | 0        | 7     | 7     | 0        | 0           | .500  | 572   | 137.0    | 142      | 17          | 39       | 2     | 2        | 104      | 3     | 0        | 62    | 62       | 4.07     | 1.32    |
| 2014     | BAL      | 31    | 31    | 0     | 0     | 0        | 16    | 6     | 0        | 0           | .727  | 772   | 185.2    | 193      | 23          | 35       | 2     | 3        | 136      | 2     | 0        | 77    | 73       | 3.54     | 1.23    |
| 2015     | BAL      | 31    | 31    | 0     | 0     | 0        | 11    | 8     | 0        | 0           | .579  | 792   | 191.1    | 192      | 28          | 41       | 0     | 5        | 153      | 3     | 0        | 78    | 71       | 3.34     | 1.22    |
| 2016     | MIA      | 22    | 22    | 0     | 0     | 0        | 5     | 5     | 0        | 0           | .500  | 520   | 123.1    | 134      | 22          | 24       | 0     | 3        | 100      | 1     | 0        | 69    | 68       | 4.96     | 1.28    |
| 2017     | MIA      | 9     | 5     | 0     | 0     | 0        | 2     | 1     | 0        | 0           | .667  | 132   | 33.0     | 25       | 3           | 9        | 0     | 1        | 25       | 1     | 0        | 14    | 14       | 3.82     | 1.23    |
| 2018     | MIA      | 26    | 26    | 0     | 0     | 0        | 6     | 12    | 0        | 0           | .333  | 572   | 133.1    | 131      | 19          | 47       | 6     | 1        | 111      | 4     | 1        | 75    | 71       | 4.79     | 1.34    |
| 2019     | MIA      | 45    | 0     | 0     | 0     | 0        | 0     | 1     | 0        | 3           | .000  | 307   | 68.1     | 87       | 15          | 18       | 2     | 5        | 63       | 0     | 2        | 54    | 50       | 6.59     | 1.54    |
| 2020     | ロッテ   | 4     | 4     | 1     | 0     | 0        | 0     | 3     | 0        | 0           | .000  | 102   | 26.0     | 22       | 4           | 4        | 1     | 0        | 14       | 2     | 0        | 7     | 7        | 2.42     | 1.00    |
| 2021     | 阪神     | 2     | 2     | 0     | 0     | 0        | 1     | 0     | 0        | 0           | 1.000 | 39    | 9.1      | 10       | 0           | 3        | 0     | 0        | 7        | 0     | 0        | 5     | 4        | 3.86     | 1.39    |
| NPB：7年 | NPB：7年 | 133   | 95    | 14    | 8     | 4        | 37    | 33    | 1        | 14          | .529  | 2783  | 686.0    | 579      | 54          | 166      | 5     | 21       | 541      | 18    | 0        | 221   | 198      | 2.60     | 1.09    |
| MLB：8年 | MLB：8年 | 219   | 170   | 0     | 0     | 0        | 59    | 51    | 0        | 3           | .536  | 4485  | 1064.2   | 1090     | 156         | 270      | 12    | 25       | 846      | 16    | 4        | 526   | 495      | 4.18     | 1.28    |

- 各年度の太字はリーグ最高

### 年度別守備成績
| 年 度 | 球 団  | 投手（P） | 投手（P） | 投手（P） | 投手（P） | 投手（P） | 投手（P） |
| 年 度 | 球 団  | 試 合     | 刺 殺     | 補 殺     | 失 策     | 併 殺     | 守 備 率  |
| ----- | ------ | --------- | --------- | --------- | --------- | --------- | --------- |
| 2005  | 中日   | 10        | 0         | 0         | 0         | 0         | ----      |
| 2008  | 中日   | 39        | 5         | 12        | 1         | 0         | .944      |
| 2009  | 中日   | 24        | 3         | 24        | 1         | 1         | .964      |
| 2010  | 中日   | 29        | 9         | 37        | 2         | 2         | .958      |
| 2011  | 中日   | 25        | 10        | 35        | 1         | 3         | .978      |
| 2012  | BAL    | 32        | 7         | 31        | 1         | 2         | .974      |
| 2013  | BAL    | 23        | 4         | 16        | 0         | 3         | 1.000     |
| 2014  | BAL    | 31        | 7         | 24        | 0         | 1         | 1.000     |
| 2015  | BAL    | 31        | 12        | 22        | 2         | 4         | .944      |
| 2016  | MIA    | 22        | 4         | 15        | 0         | 1         | 1.000     |
| 2017  | MIA    | 9         | 3         | 8         | 0         | 0         | 1.000     |
| 2018  | MIA    | 26        | 4         | 11        | 0         | 2         | 1.000     |
| 2019  | MIA    | 45        | 5         | 7         | 0         | 0         | 1.000     |
| 2020  | ロッテ | 4         | 2         | 6         | 0         | 0         | 1.000     |
| 2021  | 阪神   | 2         | 0         | 0         | 0         | 0         | ----      |
| NPB   | NPB    | 133       | 29        | 114       | 5         | 6         | .966      |
| MLB   | MLB    | 219       | 46        | 134       | 3         | 13        | .984      |

- 各年度の太字はリーグ最高

### タイトル
- 最優秀防御率：1回（2009年）

### 表彰
- 月間MVP：1回（投手部門：2009年8月）

### 記録

#### NPB
初記録
投手記録
- 初登板：2005年4月3日、対横浜ベイスターズ3回戦（ナゴヤドーム）、6回表に4番手で救援登板、2回5失点（自責点4）[2][3]
- 初奪三振：同上、6回表に万永貴司から空振り三振
- 初ホールド：2005年7月27日、対横浜ベイスターズ9回戦（山形県野球場）、4回裏一死に2番手で救援登板、3回2/3を無失点
- 初先発：2005年8月4日、対ヤクルトスワローズ14回戦（浜松球場）、3回2/3を4失点（自責点3）
- 初セーブ：2005年8月7日、対横浜ベイスターズ12回戦（横浜スタジアム）、11回裏に8番手で救援登板・完了、1回無失点
- 初勝利：2008年4月2日、対読売ジャイアンツ2回戦（東京ドーム）、2回裏に2番手で救援登板、5回2/3を無失点
- 初先発勝利：2008年7月16日、対読売ジャイアンツ14回戦（札幌ドーム）、7回1失点
- 初完投勝利・初完封勝利：2008年9月22日、対東京ヤクルトスワローズ21回戦（ナゴヤドーム）、4安打10奪三振[5][83]

打撃記録
- 初安打：2005年8月4日、対ヤクルトスワローズ14回戦（浜松球場）、3回裏に石川雅規から遊撃内野安打
- 初打点：2009年8月4日、対阪神タイガース12回戦（ナゴヤドーム）、8回裏にジェン・カイウンから二塁ゴロ野手選択の間に記録

その他の記録
- クライマックスシリーズ通算5敗北 ※歴代1位（1973〜82年及び2004〜06年にパ・リーグで行われていたプレーオフでの成績を含めても斉藤和巳、杉内俊哉に並び1位タイ）、セ・リーグでの4敗も内海哲也と並びセ・リーグ歴代1位タイ
- 最多完封：2009年

#### MLB
初記録
- 初登板：2012年4月11日、対ニューヨーク・ヤンキース戦（オリオール・パーク・アット・カムデン・ヤーズ）、5回2/3を4失点（自責点2）
- 初奪三振：同上、一回表にカーティス・グランダーソンから
- 初勝利：2012年4月18日、対シカゴ・ホワイトソックス戦（ギャランティード・レート・フィールド）、5回1/3を2失点

### 背番号
- 74（2004年）
- 31（2005年）
- 28（2006年）
- 203（2007年）
- 21（2008年 - 2011年）
- 16（2012年 - 2015年）
- 54（2016年 - 2018年）
- 20（2019年）
- 58（2020年）
- 14（2021年 - 2022年6月28日）
- 52（2024年）

### 登録名
- チェン（2004年 - 2011年）
- チェン・ウェイン（2020年9月21日 - 2022年6月28日）

### 登場曲
- 「ここにいるよ Feat. 青山テルマ」SoulJa（2008年）
- 「パリピポ」GReeeeN（2009年）
- 「Lipstick」Alesha Dixon（英語版）（2010年）
- 「Just the way you are」Bruno Mars（2011年）
- 「Dance Monkey」Tones and I（2020年 - 2021年）
- 「夢想啟動」周杰倫（2022年）